# Scherma ai XXXI Giochi mondiali universitari estivi
Il torneo di scherma dei XXXI Giochi mondiali universitari estivi si è svolto a Chengdu, in Cina, dal 2 al 7 agosto 2023.

## Podi

### Uomini
| Evento                          | Oro                                                                      | Argento                                                                | Bronzo                                                                     |
| Fioretto individuale (dettagli) | Cheung Ka Long                                                           | Pierre Loisel                                                          | Jan Jurkiewicz                                                             |
| Fioretto individuale (dettagli) | Cheung Ka Long                                                           | Pierre Loisel                                                          | Ryan Choi                                                                  |
| Sciabola individuale (dettagli) | Park Sang-won                                                            | Gergő Horváth                                                          | Samuel Jarry                                                               |
| Sciabola individuale (dettagli) | Park Sang-won                                                            | Gergő Horváth                                                          | Tamon Yoshida                                                              |
| Spada individuale (dettagli)    | Kendrick Jean-Joseph                                                     | Yan Sych                                                               | Xiu Yuhan                                                                  |
| Spada individuale (dettagli)    | Kendrick Jean-Joseph                                                     | Yan Sych                                                               | Luidgi Midelton                                                            |
| Fioretto a squadre (dettagli)   | Hong Kong Cheung Ka Long Ryan Choi Lee Yat Long Aaron Lawrence Ng        | Francia Tyvan Bibard Maximilien Chastanet Pierre Loisel Alexandre Sido | Italia Davide Filippi Francesco Ingargiola Giulio Lombardi Tommaso Martini |
| Sciabola a squadre (dettagli)   | Italia Alberto Arpino Dario Cavaliere Leonardo Dreossi Giacomo Mignuzzi  | Corea del Sud Do Gyeong-dong Hwang Hyun-ho Park Sang-won Sung Hyeon-mo | Kazakistan Zhanat Nabiyev Artyom Sarkissyan Nazarbay Sattarkhan            |
| Spada a squadre (dettagli)      | Francia Tyvan Bibard Aymerick Gally Kendrick Jean-Joseph Luidgi Midelton | Cina Lan Minghao Wang Zijie Xiu Yuhan Yu Lefan                         | Italia Filippo Armaleo Giulio Gaetani Simone Mencarelli Giacomo Paolini    |

### Donne
| Evento                          | Oro                                                                  | Argento                                                                   | Bronzo                                                               |
| Fioretto individuale (dettagli) | Serena Rossini                                                       | Elena Tangherlini                                                         | Chen Qingyuan                                                        |
| Fioretto individuale (dettagli) | Serena Rossini                                                       | Elena Tangherlini                                                         | Sim So-eun                                                           |
| Sciabola individuale (dettagli) | Chao Yaqi                                                            | Choi Ji-young                                                             | Malina Vongsavady                                                    |
| Sciabola individuale (dettagli) | Chao Yaqi                                                            | Choi Ji-young                                                             | Sarah Noutcha                                                        |
| Spada individuale (dettagli)    | Kaylin Hsieh                                                         | Sara Maria Kowalczyk                                                      | Catherine Nixon                                                      |
| Spada individuale (dettagli)    | Kaylin Hsieh                                                         | Sara Maria Kowalczyk                                                      | Tamaki Terayama                                                      |
| Fioretto a squadre (dettagli)   | Cina Chen Qingyuan Fu Yiting Huang Qianqian                          | Italia Giulia Amore Anna Cristino Serena Rossini Elena Tangherlini        | Giappone Reina Iwamoto Arisa Kano Haruka Umetsu                      |
| Sciabola a squadre (dettagli)   | Francia Sarah Noutcha Anne Poupinet Cyrielle Rioux Malina Vongsavady | Stati Uniti Alexis Anglade Chloe Fox-Gitomer Tatiana Nazlymov Kaitlyn Pak | Uzbekistan Zaynab Dayibekova Gulistan Perdebaeva Aysuliu Usnatdinova |
| Spada a squadre (dettagli)      | Cina Li Shanshan Shi Yuexin Tang Junyao Xu Nuo                       | Italia Alessandra Bozza Sara Maria Kowalczyk Roberta Marzani Gaia Traditi | Ungheria Jázmin Tóth Eszter Muhari Edina Kardos Tamara Gnám          |

## Medagliere
| Pos.   | Paese         |    |    |    | Totale |
| ------ | ------------- | -- | -- | -- | ------ |
| 1      | Francia       | 3  | 2  | 4  | 9      |
| 2      | Cina          | 3  | 1  | 2  | 6      |
| 3      | Hong Kong     | 3  | 0  | 1  | 4      |
| 4      | Italia        | 2  | 4  | 2  | 8      |
| 5      | Corea del Sud | 1  | 2  | 1  | 4      |
| 6      | Ungheria      | 0  | 1  | 1  | 2      |
| 6      | Stati Uniti   | 0  | 1  | 1  | 2      |
| 8      | Ucraina       | 0  | 1  | 0  | 1      |
| 9      | Giappone      | 0  | 0  | 2  | 2      |
| 10     | Kazakistan    | 0  | 0  | 1  | 1      |
| 10     | Polonia       | 0  | 0  | 1  | 1      |
| 10     | Uzbekistan    | 0  | 0  | 1  | 1      |
| Totale | Totale        | 12 | 12 | 18 | 42     |